# Fyllingen Fotball
Maillots
Le Fyllingen Fotball est un club norvégien de football basé à Bergen.
On dit qu'a Bergen, tous supportent le SK Brann et qu'il n'y a que les gens de la vallée de Fyllingsdalen pour se préoccuper du sort de cette équipe.

## Historique
- 1915 : fondation du club sous Fyllingen IL
- 1991 : 1re participation à une Coupe d'Europe (C2, saison 1991/92)
- 1996 : le club est renommé Fyllingen Fotball

## Bilan sportif

### Palmarès
- Coupe de Norvège de football
  - Finaliste : 1990

### Bilan européen
Note : dans les résultats ci-dessous, le score du club est toujours donné en premier.
| Saison    | Compétition      | Tour                | Club               | Domicile | Extérieur | Total |
| --------- | ---------------- | ------------------- | ------------------ | -------- | --------- | ----- |
| 1991-1992 | Coupe des coupes | Seizièmes de finale | Atlético de Madrid | 0 - 1    | 2 - 7     | 2 - 8 |

Légende
- Victoire ou qualification pour le tour suivant
- Match nul
- Défaite ou élimination de la compétition